# Matias Vitkieviez
Matias Vitkieviez, właściwie Matias Witkiewicz (ur. 16 maja 1985 w Montevideo) – urugwajski piłkarz polskiego pochodzenia grający na pozycji napastnika. Od 2015 gra w Servette FC. Posiada również paszport szwajcarski. Matias jest potomkiem słynnego polskiego malarza Stanisława Witkiewicza. W przeszłości grał w En Avant Guingamp (2003-2005), Étoile Carouge FC (2005-2006), Servette FC (2006-2011). Był wypożyczany do Servette i FC Sankt Gallen.
Matias zadebiutował w Reprezentacji Szwajcarii 29 lutego 2012 w meczu towarzyskim z reprezentacją Argentyny zmieniając w 87 minucie Erena Derdiyoka.